# Ботанический сад университета Витовта Великого
Ботанический сад университета Витовта Великого (лит. Vytauto Didžiojo universiteto Botanikos sodas, лат. Hortus Botanicus Universitati Vytauti Magni) — ботанический сад, находящийся в южной части города Каунаса на территории старинного поместья Верхней Фреды по адресу ул. Жилиберо, 6. Принадлежит Университету Витовта Великого. Основан в 1923 году.
В ботанических коллекциях ботанического сада выращиваются растения 14700 таксонов. Экспозиции растений, самая большая оранжерея в Литве, многолетний парк уникальной красоты с прудами и романтическими мостиками, историческая обстановка поместья Верхней Фреды представляют собой великолепное пространство для различной эдукационной, культурной и рекреативной деятельности общины. Ежегодно принимает свыше 85 тысяч посетителей.

## Галерея

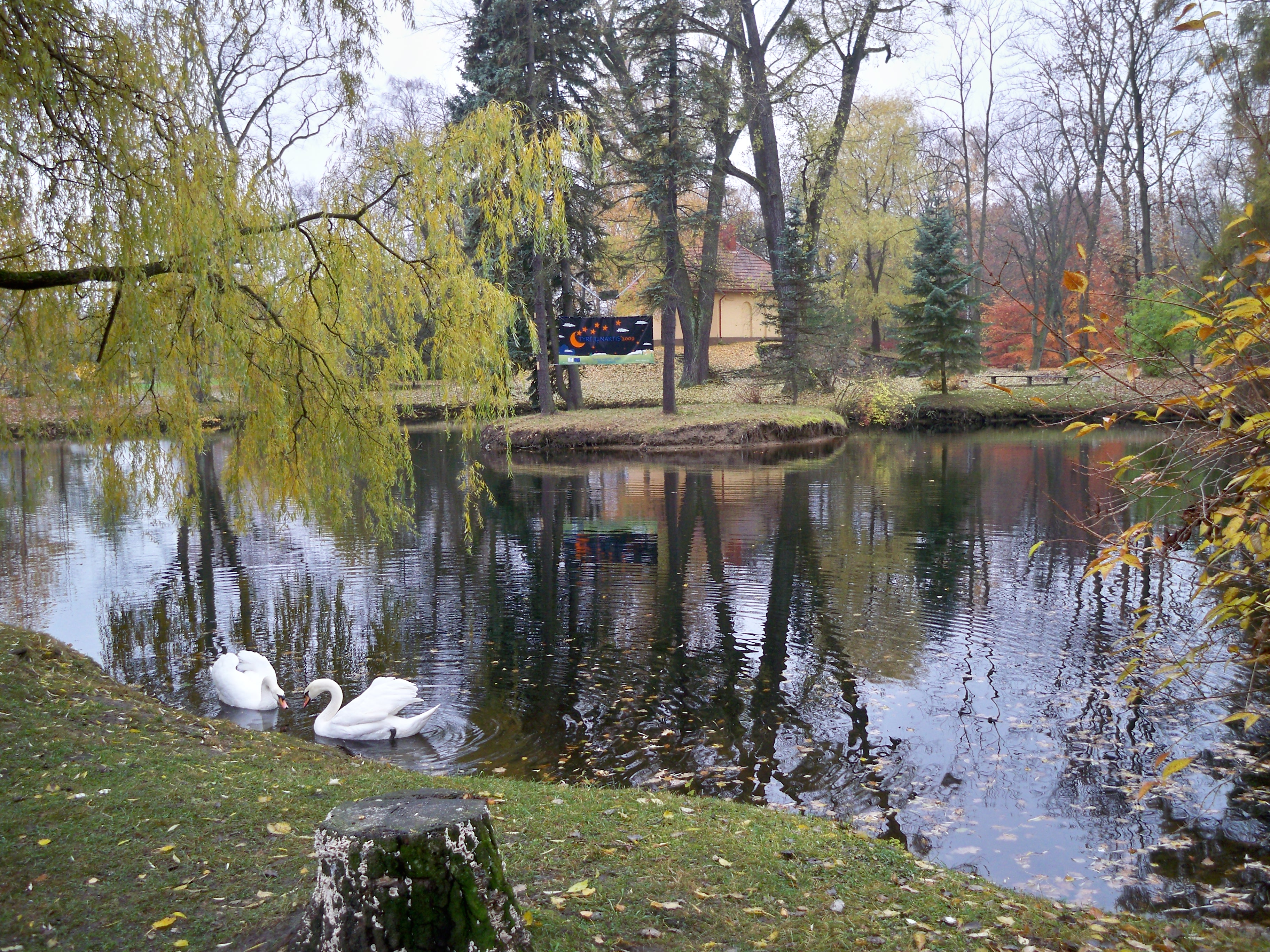
Пруд в ботаническом саду
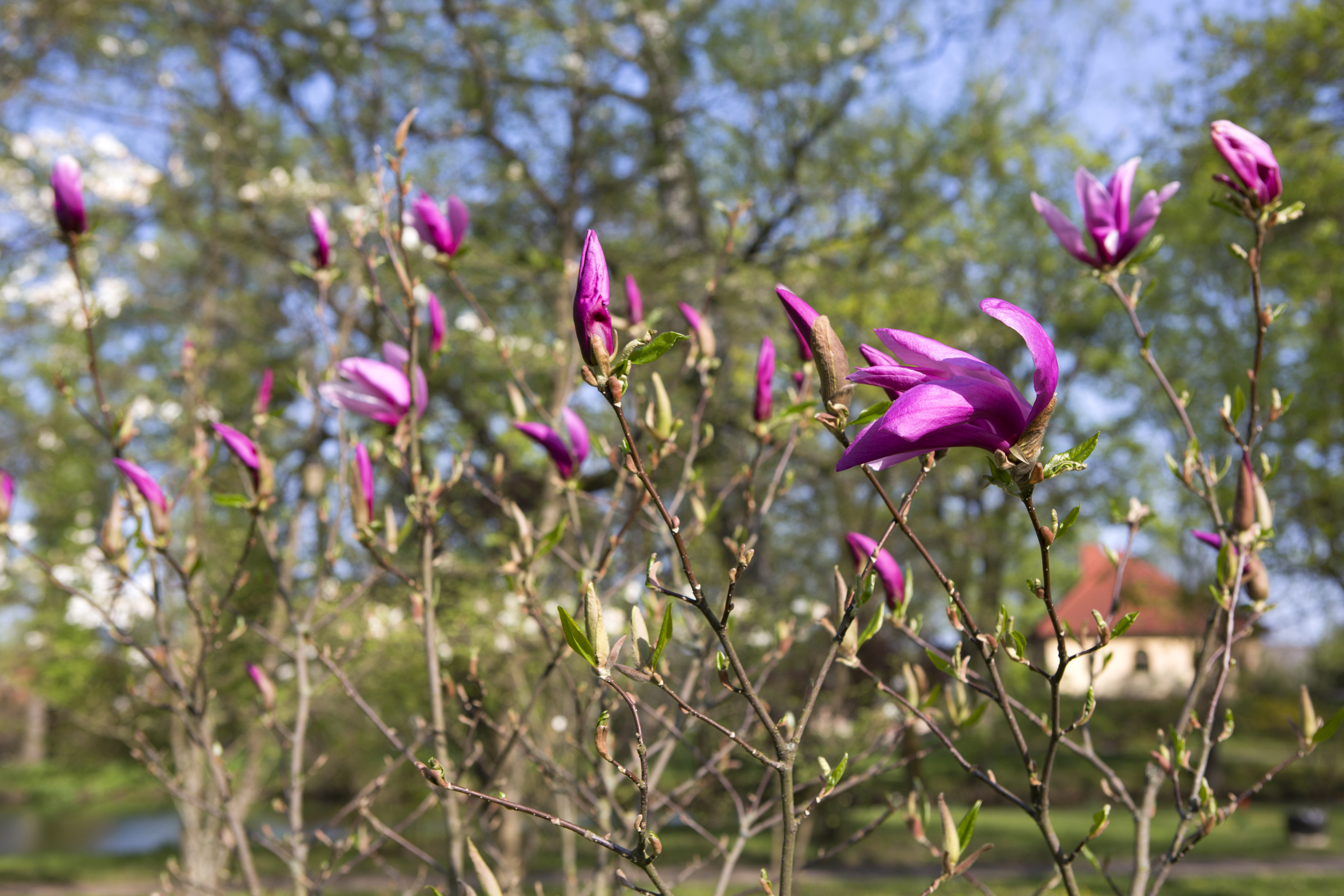
Цветение магнолии в апреле
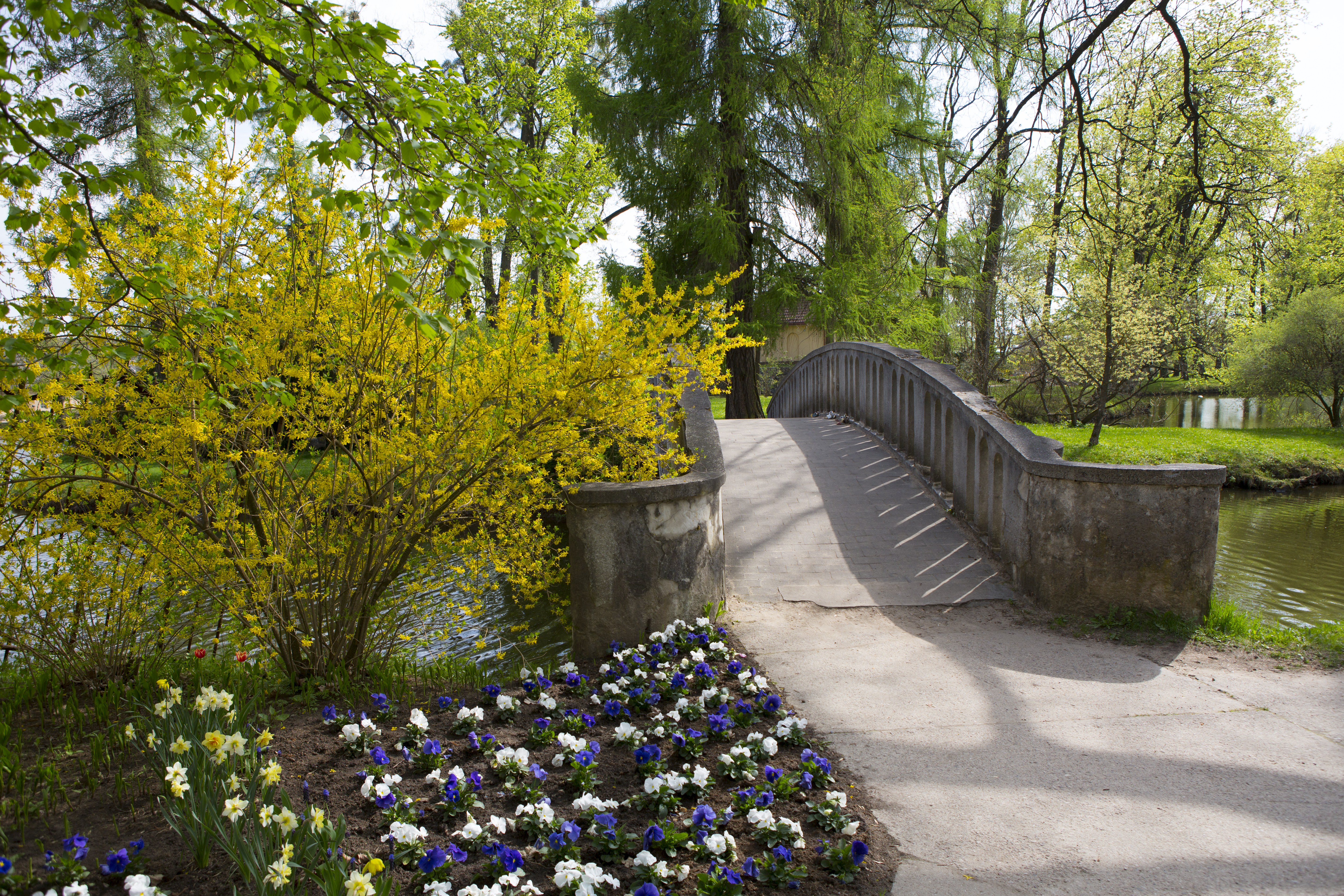
Вход в парк
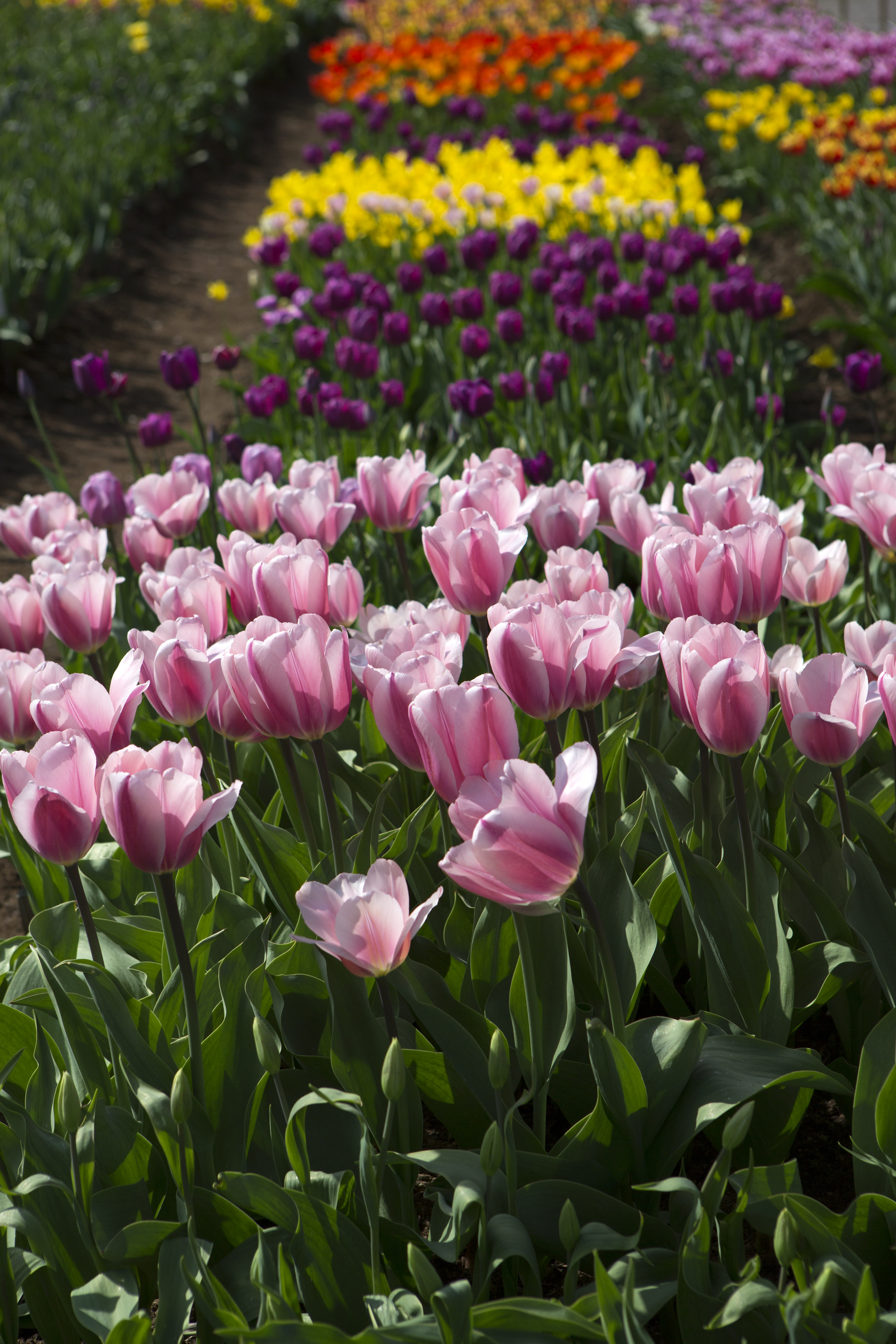
Цветение тюльпанов в апреле
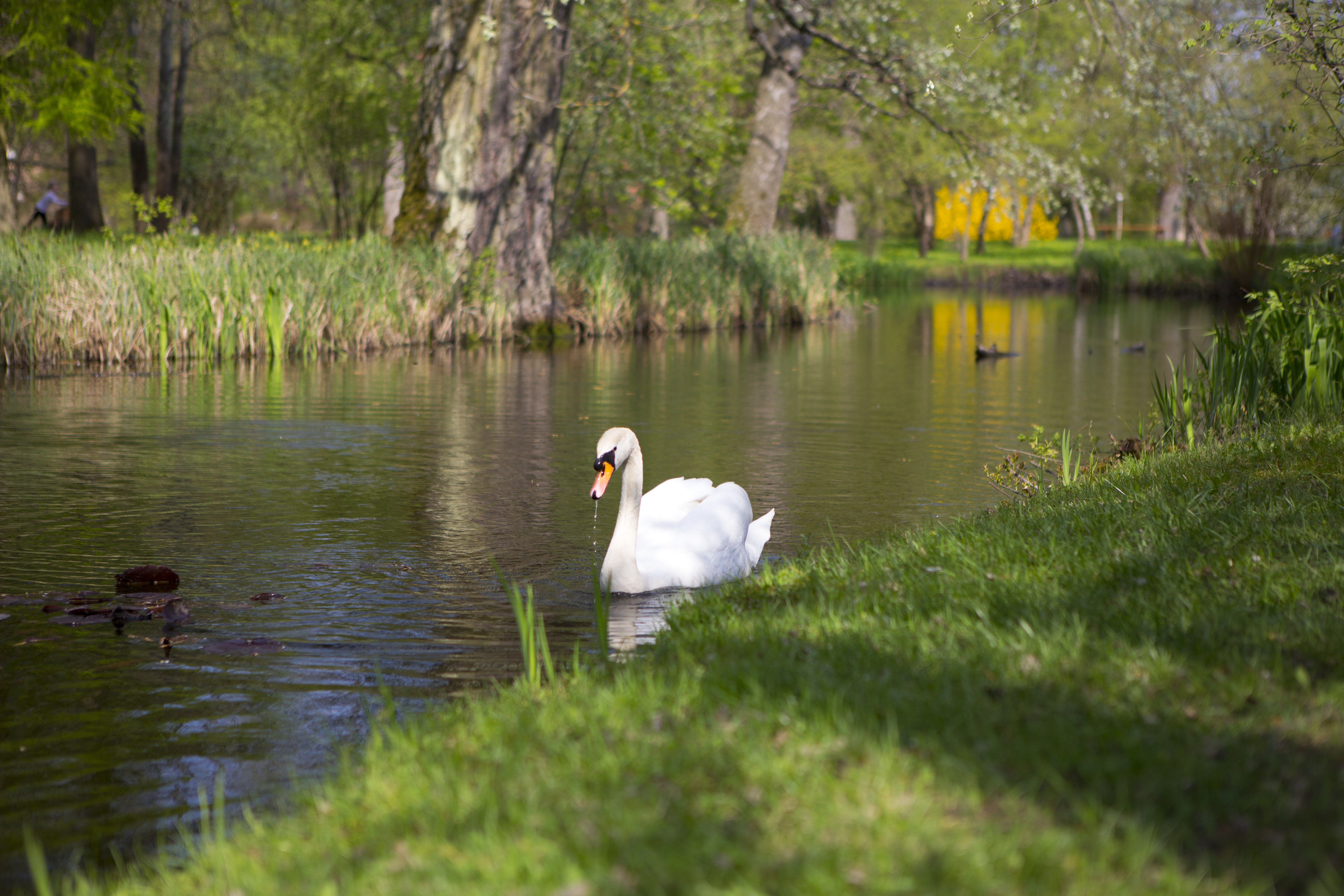
Пруд в саду